# Los años bárbaros
Los años bárbaros es una película española, de Fernando Colomo, estrenada el 11 de septiembre de 1998, basada en la novela Otros hombres de Manuel Lamana, que narra la fuga de este último y de Nicolás Sánchez-Albornoz del campo de trabajo del Valle de los Caídos.
Se "trata una historia ficcionalizada basada en un hecho real, sucedido —mejor, en su espíritu— a Nicolás Sánchez-Albornoz y Manuel Lamana en 1948. Pertenecientes a la Federación Universitaria Española (FUE), realizaron una pintada reclamando una Universidad Libre en un muro de la Facultad de Filosofía y Letras. Fueron condenados, pero consiguieron huir a Francia. Los personajes principales no se corresponden con los reales, y los personajes secundarios son totalmente inventados. El organizador de esa fuga histórica de Cuelgamuros fue el hermano del escritor Juan Benet, Paco, también miembro de la FUE y el creador de la revista antifranquista Península
, que se vio obligado a huir y exiliarse en París.

## Argumento
Finalizada la guerra civil española, Tomás (Jordi Mollà) y Jaime (Ernesto Alterio), dos jóvenes estudiantes contrarios al Régimen franquista son enviados a un campo de trabajo en el Valle de los Caídos por realizar pintadas contra el régimen de Franco en la Universidad Complutense de Madrid. Sin embargo, gracias a un plan tramado desde París, consiguen fugarse con la ayuda de dos jóvenes norteamericanas, Kathy (Hedy Burress) y Susan (Allison Smith); que contra todo pronóstico, les ayudarán a llegar hasta París en un descapotable rojo.
Destacan por su importancia arquitectónica las escenas rodadas en el paradador nacional "Albergue de Medinaceli".

## Reparto
| Intérprete            | Personaje         |
| --------------------- | ----------------- |
| Jordi Mollà           | Tomás             |
| Ernesto Alterio       | Jaime             |
| Hedy Burress          | Kathy             |
| Allison Smith         | Susan             |
| Juan Echanove         | Víctor Marquina   |
| Josep Maria Pou       | Roa               |
| Samuel Le Bihan       | Michel            |
| Álex Angulo           | Máximo            |
| Pepón Nieto           | Velasco           |
| Ana Rayo              | Gloria            |
| Pepo Oliva            | Requena           |
| Mario Vedoya          | Matías            |
| Juli Mira             | Virgilio          |
| Chema Mazo            | Herrero           |
| Mónica Cano           | Mujer del Herrero |
| Vicente Díez          | Maitre            |
| Roger Delmont         | Román             |
| Jaume Bernet          | Inspector         |
| Ricard Borràs         | Oficial           |
| Carlos Heredia        | Policía           |
| Xavier Serrat         | Presentador       |
| Juan Carlos Vellido   | Jorge Negrete     |
| Núria Prims           | Carmen Sevilla    |
| Olivier Hémon         | Pastor            |
| Frédéric Amico        | Recitador         |
| Carlos Álvarez-Nóvoa  | Arquitecto        |
| María Santos          | Señorita          |
| José María Sacristán  | Vigilante         |
| David Lorente         | Falsificador      |
| Teófilo Calle         | General           |
| Félix Casales         | Jefe Destacamento |
| Jesús Ferreiro        | Guardia Civil 1   |
| Manuel López          | Guardia Civil 2   |
| Fernando Ransanz      | Guardia Civil 3   |
| Pedro G. de las Heras | Guardia Civil 4   |
| Pedro Casablanc       | Guardia Civil 5   |
| Luis G. Gámez         | Guardia Civil 6   |
| Javier Coromina       | Soldado 1         |
| Roger Pera            | Soldado 2         |
| Iván Morales          | Soldado 5         |
| David Batilló         | Soldado 6         |
| Pedro Hermosilla      | Soldado 7         |
| Jesús Fuente          | Funcionario 1     |
| Gabriel Latorre       | Funcionario 2     |
| Alfredo Belinchón     | Obispo            |
| Patrick Cartié        | Amigo Susan       |
| Ana Rayo              | Gloria            |

## ¿Dónde se rodó?
Chiclana de la Frontera, Cádiz
Arganda del Rey, Madrid
Alcalá de Henares, Madrid
Estación de Zarzalejo, Madrid
Valdemoro, Madrid
Paris
Embid de Ariza, Zaragoza
Alhama de Aragón, Zaragoza
Barcelona
Ribes de Freser, Girona
Coll de la Fontalba, Queralbs, Girona
Queralbs, Girona
Playa de Roche, Conil de la Frontera, Cádiz
Puerto de la Morcuera, Madrid
Granja Avícola del Jarama, Madrid
Madrid
El Escorial, Madrid
Medinaceli, Soria, Castilla y León